# Dusona argentea
Dusona argentea là một loài tò vò trong họ Ichneumonidae.